# Gueskérou
Gueskérou es una comuna rural del departamento de Diffa de la región de Diffa, en Níger. En diciembre de 2012 presentaba una población censada de 37 836 habitantes, de los cuales 19 010 eran hombres y 18 826 eran mujeres.
Se encuentra situada al sureste del país, a orillas del río Komadugu Yobe en la frontera con Nigeria, unos 30 km al norte de la capital regional Diffa.
Por su ubicación junto al río Komadugu Yobe, existe un fuerte contraste entre la localidad y el área donde se ubica: mientras el pueblo cuenta con varios jardines y en sus alrededores predomina la agricultura de regadío, la mayor parte del territorio de la comuna se ubica en una llanura seca y arcillosa donde predominan la agricultura de lluvia y el pastoreo.